# سول دوبو
سول دوبو (ولد في 28 أكتوبر 1959) هو مؤرخ وأكاديمي من جنوب إفريقيا، متخصص في تاريخ جنوب إفريقيا في القرنين التاسع عشر والعشرين. منذ عام 2016، كان أستاذًا لتاريخ الكومنولث في جامعة كامبريدج وأستاذاً زميلاً في كلية المجدلية، كامبريدج. قام بالتدريس سابقًا في جامعة ساسكس وكوين ماري بجامعة لندن.

## النشأة والتعليم
ولد دوبو في 28 أكتوبر 1959 في كيب تاون، جنوب أفريقيا. ودرس في جامعة كيب تاون، وتخرج بدرجة البكالوريوس في الآداب في عام 1981 ثم انتقل إلى إنجلترا ليقوم بالدراسات العليا في جامعة أكسفورد. كعضو في كلية سانت أنتوني، أكسفورد، حصل على درجة الدكتوراه في الفلسفة في عام 1986. كانت أطروحته للدكتوراه بعنوان "الفصل العنصري و'الإدارة المحلية' في جنوب أفريقيا، 1920-1936"، والتي شكلت الأساس لكتابه الأول، الفصل العنصري وأصول الفصل العنصري (1989).

## السيرة الأكاديمية
من عام 1987 إلى عام 1989، كان دوبو زميلًا لما بعد الدكتوراه في الأكاديمية البريطانية في معهد دراسات الكومنولث بجامعة لندن. ثم انتقل بعد ذلك إلى جامعة ساسكس كمحاضر عام وبعد ترقيته إلى محاضر كبير وقارئ على مدى السنوات الفاصلة،  عُيَّن أستاذًا للتاريخ في عام 2001. كما حصل على زمالة مجلس أبحاث الآداب والعلوم الإنسانية لعام 2012. وفي عام 2013، انتقل إلى جامعة كوين ماري في لندن حيث  عُيَّن أستاذًا للتاريخ الأفريقي.
في أكتوبر 2016، تم الإعلان عن انتخابه كالأستاذ التالي لتاريخ الكومنولث في جامعة كامبريدج خلفًا لميغان فوغان. تولى الادارة في عام 2017، وتم انتخابه أيضًا زميلًا أستاذيًا في كلية المجدلية، كامبريدج. كما انه متخصص في كلية التاريخ، ويقوم بتدريس مقررات حول تاريخ جنوب إفريقيا الحديثة، وله اهتمامات بحثية واسعة النطاق بدءًا من العزل العنصري والفصل العنصري وحتى التاريخ الفكري وتاريخ العلوم. ألقى محاضرته الافتتاحية في نوفمبر 2018، والتي تم نشرها تحت عنوان "العلوم العالمية، الآفاق الوطنية: جنوب أفريقيا في أعماق الزمن والفضاء"، المجلة التاريخية، التي نشرتها على الإنترنت مطبعة جامعة كامبريدج: 18 مارس 2020.

## مراتب الشرف
دوبو هو زميل منتخب في الجمعية التاريخية الملكية (FRHistS). وهو أستاذ فخري في مركز الدراسات الأفريقية بجامعة كيب تاون. هيئة التحرير، مجلة جنوب أفريقيا للعلوم ومجلة دراسات الجنوب الأفريقي؛ كما انه رئيس اللجنة الإدارية في مركز الدراسات الأفريقية بجامعة كامبريدج.